# Shane Kelly
Shane Kelly (n. 7 ianuarie 1972, Ararat⁠(d), Victoria, Australia) este un ciclist australian, medaliat olimpic. A participat la 5 ediții ale Jocurilor Olimpice (1992, 1996, 2000, 2004, 2008) în care a câștigat o medalie de argint și două medalii de bronz.